# Пагаралам
Пагаралам, также Пагар-Алам (индон. Pagar Alam) — город в Индонезии, входит в состав провинции Южная Суматра. Территория города выделена в самостоятельную административную единицу — муниципалитет.

## Географическое положение
Город находится в южной части провинции, на юго-западе острова Суматра, на высоте 571 метра над уровнем моря.

Пагаралам расположен на расстоянии приблизительно 197 километров к юго-западу от Палембанга, административного центра провинции.

## Административное деление
Территория муниципалитета Пагаралам подразделяется на пять районов (kecamatan), которые в свою очередь делятся на 35 сельских поселений (kelurahan). Общая площадь муниципалитета — 633,66 км².

## Население
По данным официальной переписи 2010 года, население составляло 77 580 человек.
Динамика численности населения города по годам:
| 2000   | 2005   | 2010   | 2012   |
| ------ | ------ | ------ | ------ |
| 65 976 | 54 668 | 77 580 | 79 736 |